# Опатка
Опатка (слч. Opátka) насељено је мјесто са административним статусом сеоске општине (слч. obec) у округу Кошице-околина, у Кошичком крају, Словачка Република.

## Становништво
| Година:    | 1994. | 2004.   | 2014.   | 2024.    |
| ---------- | ----- | ------- | ------- | -------- |
| Број људи: | 91    | 83      | 90      | 110      |
| Разлика:   |       | -8,79 % | +8,43 % | +22,22 % |

| Година:    | 2023. | 2024.   |
| ---------- | ----- | ------- |
| Број људи: | 110   | 110     |
| Разлика:   |       | -1,42 % |

Према подацима о броју становника из 2024. године насеље је имало 110 становника.